# Касик жовтогузий
Касик жовтогузий (Cacicus leucoramphus) — вид горобцеподібних птахів родини трупіалових (Icteridae). Мешкає в Центральній і Південній Америці. Раніше вважався конспецифічним з гірським касиком.

## Підвиди
Виділяють два підвиди:
- C. l. leucoramphus (Bonaparte, 1845) — Анди на крайньому заході Венесуели, в Колумбії і Еквадорі;
- C. l. peruvianus Zimmer, JT, 1924 — Перуанські Анди.

## Поширення і екологія
Жовтогузі касики мешкають у Венесуелі, Колумбії, Еквадорі і Перу. Вони живуть у вологих гірських тропічних лісах. Зустрічаються на висоті від 2000 до 3600 м над рівнем моря.